# Bierkäse
Bierkäse (Pinzgauer Bierkäse) – rodzaj półtwardego sera, produkowanego z odtłuszczonego mleka krowiego w regionie Pinzgau austriackiego kraju związkowego Salzburg od XVII wieku. Ser dojrzewa w ciągu 6 tygodni, a jego smak jest związany z jakością mleka wypasanego na alpejskich łąkach na północ od masywu Wysokich Taurów. Nazwa sera wynikać ma z faktu zawijania i przechowywania go w materii nasączonej piwem. 